# 杜氏刺鼻單棘魨
杜氏刺鼻單棘魨（学名：Cantherhines dumerilii），又名棘尾前孔魨、剝皮魚、粗皮狄、達仔，为輻鰭魚綱魨形目鱗魨亞目單棘魨科刺鼻單棘魨屬下的一个种，為熱帶海水魚，分布於印度太平洋區，從東非延伸至墨西哥到哥倫比亞海域，棲息深度6-70公尺，本魚體灰褐色，有大約 12條垂直的深褐色的橫帶，唇微白色的，雄魚成魚有橘色的梗棘，背鰭軟條、臀鰭與胸鰭灰白略帶淡黃色，尾鰭橘色，有暗淡的鰭條，背鰭硬棘2枚，背鰭軟條34-39枚，臀鰭軟條28-35枚，體長可達38公分，棲息外海珊瑚礁區，成對或單獨活動，稚魚會漂浮於大洋表面，以珊瑚、藻類、海綿、海膽、軟體動物等為食，可作為觀賞魚。